# Vertrag von Troyes

Kräfteverteilung in Frankreich um 1420. Rot: England, Violett: Burgund, Blau: Armagnacs

Der Vertrag von Troyes war ein Friedensvertrag, der im Laufe des Hundertjährigen Krieges, am 20. Mai 1420, zwischen Karl VI. (dem Wahnsinnigen) und Heinrich V. zustande kam. Der Vertrag regelte die Thronfolge nach Karls Tod. Heinrich sollte die Krone erben und die Reiche England und Frankreich in Personalunion vereinen. Der Dauphin (und spätere König Karl VII.) wurde damit von der Thronfolge ausgeschlossen. Er widersetzte sich daraufhin mit seinen Anhängern, den Armagnacs, diesem Vertrag. Schließlich konnte er doch zum König gekrönt werden und die Engländer aus Frankreich vertreiben. Mit der Vertreibung der Engländer vom Kontinent endete der Hundertjährige Krieg.

## Vorgeschichte

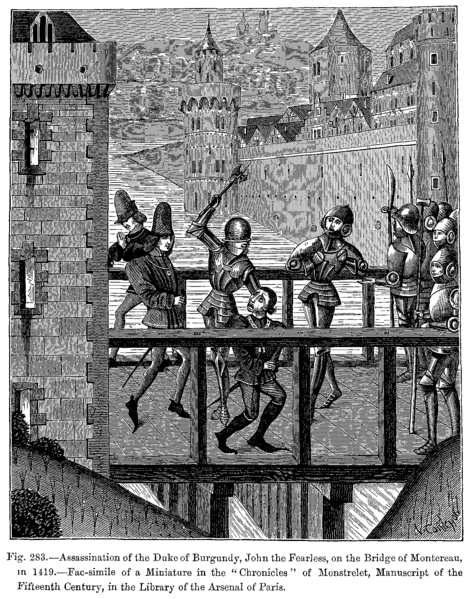
Ermordung Johann Ohnefurchts durch die Anhänger des Dauphins in Montereau

Seit der normannischen Eroberung Englands durch Wilhelm den Eroberer im Jahre 1066 waren die beiden Reiche England und Frankreich auf lehensrechtlicher Basis miteinander verknüpft. Es folgten weitere Verflechtungen dynastischer und territorialer Art. Als es in Frankreich zu einem Machtvakuum kam, da in schneller Folge mehrere Könige ohne männlichen Nachkommen gestorben waren, erhob Eduard III. Anspruch auf den Thron. Die daraus resultierenden Spannungen mündeten schließlich 1337 in den Hundertjährigen Krieg. Es kam zu mehreren Schlachten und wechselseitigen territoriellen Gewinnen. Diverse Versuche, durch einen Friedensvertrag den Konflikt beizulegen, brachten keinen Erfolg.

### Heinrichs Invasion
1413 bestieg Heinrich V. den englischen Thron. Wie seine Vorgänger machte er es sich zum Ziel, Territorien in Frankreich für England zu gewinnen. Von der Thronbesteigung an versuchte er dies auf diplomatischem Weg zu erreichen. Er war gewillt, seinen Anspruch auf die französische Krone fallen zu lassen, wenn er dafür Ländereien erhielt. Seine Forderungen waren aber so hoch, dass der französische König nicht auf sie einging. Daraufhin fiel Heinrich im Sommer 1415 in Frankreich ein. In der Schlacht von Azincourt fügte er den Franzosen eine vernichtende Niederlage zu. In zwei Feldzügen bis 1419 brachte Heinrich die Normandie unter seine Kontrolle.
In Frankreich herrschte zu dieser Zeit ein innerer Konflikt zwischen den Anhängern des Herzogs von Burgund (Bourguignons) Johann Ohnefurcht und der königstreuen Partei und Anhängern des Herzogs von Orléans (Armagnacs). Dies führte zu einer Annäherung Burgunds an Heinrich V. und der Einnahme von Paris 1418 durch Johann Ohnefurcht. Da der Dauphin ein Bündnis zwischen England und Burgund verhindern wollte, suchte er selbst das Gespräch mit Johann Ohnefurcht. Bei einem dieser Treffen in Montereau wurde aber Johann durch die Anhänger des Dauphins ermordet. Die Verhandlungen brachen daraufhin abrupt ab. Philipp, der Sohn und Nachfolger Johanns, wandte sich nun den Engländern zu, von denen er sich die größte Unterstützung erhoffte, um Rache zu nehmen sowie die Position Burgunds in Frankreich zu konsolidieren.

### Waffenstillstand von Arras
Durch die Einnahme von Rouen während seiner Invasion hatte Heinrich Paris von den wichtigsten Rohstoffen des täglichen Bedarfs abgeschnitten. Die Bevölkerung von Paris trat daraufhin mit ihm in Verhandlung. Gleichzeitig versuchte Philipp eine Annäherung an Heinrich. Dieser hatte, durch seine Vormachtstellung gestärkt, seine bisherigen Forderungen auf Ländereien in Frankreich aufgegeben und stellte nun neue Bedingungen für den Frieden. Er wollte die beiden Königreiche als Doppelmonarchie in Personalunion vereinen.
Karl VI. war zu diesem Zeitpunkt wegen seiner Krankheit praktisch unfähig zu regieren. Er wurde bei seinen Handlungen von seiner Frau Isabeau und von Philipp beeinflusst. So stattete er am 7. November Philipp mit der Vollmacht aus, in seinem Namen einen Waffenstillstand auszuhandeln. Nach zähen Verhandlungen konnte dieser schließlich in Arras am 24. Dezember unterzeichnet werden. Dieser Vertrag war vorerst auf den 1. März des kommenden Jahres befristet. Gemäß Vertrag sollte diese Zeit genutzt werden, um einen Friedensvertrag auszuhandeln. Von diesen Friedensgesprächen wurde der Dauphin und seine Anhänger (Armagnacs) explizit ausgeschlossen.
Parallel zu den Waffenstillstandsverhandlungen handelten Philipp und Heinrich eine Allianz zwischen ihren beiden Reichen aus. Philipp erklärte sich schließlich bereit, alles in seiner Macht stehende zu tun, damit Heinrich die französische Krone erhielt. Im Gegenzug versprach Heinrich Hilfe bei der Bestrafung des Dauphins und seiner Anhänger, die für die Ermordung Johann Ohnefurchts verantwortlich waren. Diese Allianz wurde einen Tag nach dem Waffenstillstandsabkommen besiegelt.

### Präliminarfrieden
Nachdem der Waffenstillstand besiegelt worden war, musste ein definitiver Friedensvertrag entworfen werden. Außergewöhnlich beim Vertrag von Troyes ist die Tatsache, dass zwischen England und Burgund das Grundgerüst des Vertrages bereits vor der Unterzeichnung des Waffenstillstandes inoffiziell ausgehandelt worden war. Schon Anfang Dezember hatten sich die beiden Parteien auf die wichtigsten Punkte eines künftigen Vertrages geeinigt.
Für die offizielle Aushandlung mit dem französischen König sandte Heinrich den Unterhändler Louis de Robersart Anfang Januar 1420 an den Hof nach Troyes. Kurz darauf unterzeichnete Karl ein Dokument, in dem er feststellte, dass sich der Dauphin wegen seiner grauenvollen Taten als unwürdig für die Thronnachfolge erwiesen hätte. Er verlor somit das Erbrecht auf die französische Krone, was für Heinrich den Weg freimachte sein Ziel zu verfolgen. Es kam zu längeren Verhandlungen, während derer der Waffenstillstand mehrmals verlängert werden musste. Schließlich unterzeichnete Karl, mit Vorbehalt einiger mit dem englischen König noch zu verhandelnder Punkte, am 9. April den Präliminarfrieden. Dieses Vertragswerk enthielt alle Punkte des späteren Friedensvertrages sowie die Regelung der Umstände des Treffens der Monarchen. Daraufhin machte sich eine französische Delegation auf den Weg zu Heinrich, um noch die letzten Punkte auszuhandeln. In Pontoise kam es daraufhin zu kurzen Gesprächen und einigen wenigen Änderungen des Vertrages. Heinrich unterzeichnete seinerseits am 5. Mai dieses Vertragswerk.

## Der Friedensschluss

### Das Treffen in Troyes

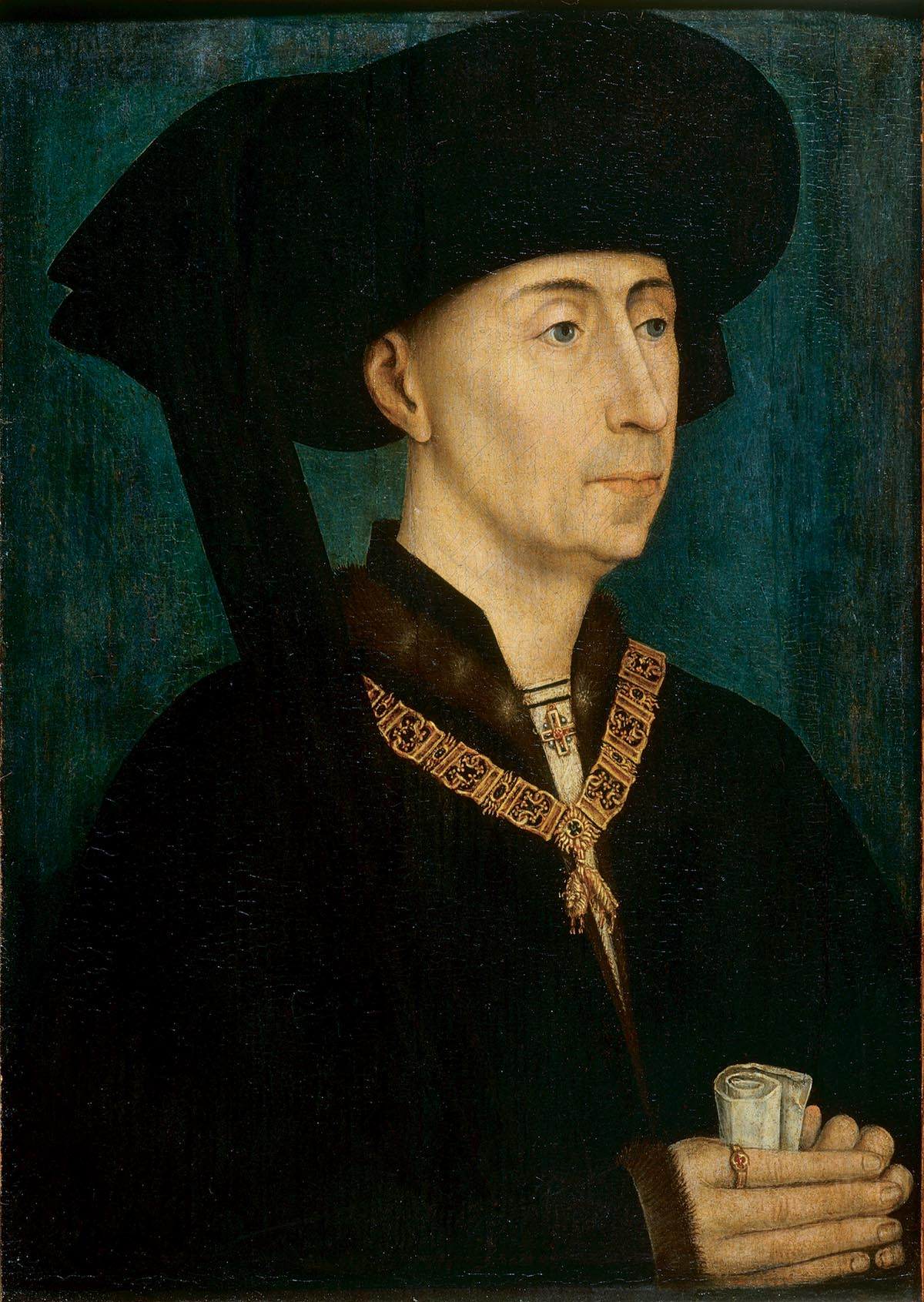
Herzog Philipp der Gute, von Rogier van der Weyden um 1450 gemalt.

Die Zusammenkunft zweier Monarchen zur Vollziehung eines Friedensschlusses stellte stets ein heikles Unterfangen dar. Die Ortswahl war von eminenter Bedeutung. Sie musste so gewählt werden, dass keiner der Monarchen bevorzugt würde, da der andere sonst gekränkt die Verhandlungen abbrechen konnte. Ein zweiter kritischer Punkt betraf die Sicherheit der Monarchen. Gerade die Ermordung Johann Ohnefurchts bei einem Treffen mit dem Dauphin im Vorfeld hatte diese Gefahr den Königen wieder vor Augen geführt. Aus diesen Gründen wurden diverse Sicherheitsvorkehrungen vereinbart und im Präliminarfrieden schriftlich festgehalten.
Als erste Sicherheit leisteten die beiden Monarchen vor einer Delegation der anderen Partei einen Eid auf die Evangelien. In diesem Eid schworen sie, die Vertragspunkte einzuhalten und keine hinterlistigen Pläne zu verfolgen. Auf dem Weg von Pontoise, dem derzeitigen Regierungssitz Heinrichs, nach dem französischen Hof von Troyes standen Heinrich mehrere Ortschaften offen. In ihnen sollte er Truppen stationieren, um seinen Rückweg nach der Vertragsschließung zu sichern. Zudem sollten sie das Treffen gegen mögliche Übergriffe des Dauphins und der Armagnacs beschützen, die in der Umgebung Truppen hatten. Nach dem Vertragsschluss sollte Heinrich die besetzten Orte wieder zurück an Frankreich geben.
Während Heinrich auf dem Weg nach Troyes war, wurde dort das Treffen vorbereitet. Gemäß dem Präliminarfrieden sollte die Begegnung an einem Ort zwischen Troyes und Nogent stattfinden. Der Treffpunkt war mit einer Linie umgeben, bis zu der beide Könige 2.500 Mann mitbringen durften. Die Linie sollte aber nur von den Königen und vereinzelten Vertrauten übertreten werden. Aus heute noch nicht geklärten Gründen wurde schließlich aber auf diese Sicherheitsvorkehrungen verzichtet, und man hielt das Treffen in Troyes selbst ab.
Am 20. Mai fand schließlich das Treffen statt. Heinrich ritt mit einem Tross nach Troyes, wo er von Philipp und einigen Edelleuten begrüßt wurde. Gemeinsam betraten sie die Stadt und Heinrich bezog sein Quartier. Über die weiteren Vorgänge an diesem Tag gehen die Quellenangabe weit auseinander. Wahrscheinlich stattete Heinrich dem französischen König einen Besuch ab. Anschließend kehrte er in seine Unterkunft zurück. Die Vertragsunterzeichnung fand dann am nächsten Tag statt.

### Unterzeichnung und Beeidung

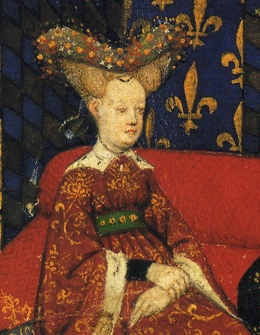
Isabeau, die Ehefrau und Vertreterin Karls VI.

Am Tag der Vertragsunterzeichnung fühlte sich Karl anscheinend nicht wohl und konnte nicht selbst den Vertrag unterzeichnen. Da dies aber wegen Karls Krankheit vorhersehbar gewesen war, hatte dieser bereits am 19. Mai seiner Frau Isabeau und Philipp eine Vollmacht ausgestellt, in seinem Namen den Vertrag zu unterzeichnen. So trafen sich nun Heinrich, Isabeau und Philipp am Altar in der Kathedrale von Troyes. Dort wurde ihnen der Vertragstext vorgelesen, den sie anschließend beeideten. Dabei berührten sie ein auf dem Altar liegendes Evangeliar mit der rechten Hand. Als nächster Schritt wurden die Vertragswerke gesiegelt und ausgetauscht. Heinrich benutzte für diesen Zweck das Siegel Eduards III., das dieser beim Vertrag von Brétigny benutzt hatte.
Um dem Vertrag eine stärkere, juristische Verbindlichkeit zu geben, wurde er von weiteren Personen beeidigt. Als erstes leisteten die in der Kathedrale anwesenden Würdenträger diesen Eid. Am folgenden Tag mussten weitere Würdenträger und Bürger von Troyes, denen der Vertrag erklärt worden war, schwören, den Frieden gemäß dem Vertrag zu überwachen. Anschließend wurde der Vertrag im ganzen Land verkündet und von der Bevölkerung der Eid eingefordert, sich daran zu halten. Zu guter Letzt ratifizierten das französische Parlement und das englische Parlament den Vertrag.

### Hochzeit Heinrichs mit Katharina von Valois
Der Friedensvertrag von Troyes wurde durch eine Hochzeit zwischen Heinrich und Katharina von Valois, der Tochter Karls, gefestigt. Die Pläne für solch eine Friedenshochzeit reichten schon mehrere Jahre zurück. Seit 1413 gab es bereits diesbezüglich ernsthafte Verhandlungen. Trotz zwischenzeitlicher Differenzen blieb Heinrich ledig, da er immer noch auf einen Vertrag hoffte. Seit der Wiederaufnahme der Verhandlungen zwischen England und Frankreich war die Hochzeit wichtiger Bestandteil des Gesprächs. So fand die Hochzeit auch Eingang in den Waffenstillstand und den späteren Friedensvertrag. Die Vermählung wurde schließlich gleich nach der Vertragsunterzeichnung am 21. Mai in Troyes vollzogen. Die Hochzeit wurde dann knapp zwei Wochen später, am 2. Juni, abgehalten.

## Vertragsinhalt

### Herrschaftsübertragung

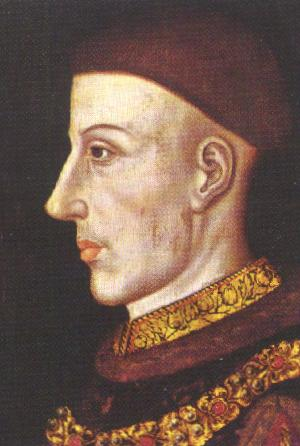
Heinrich V. von England. Anonymes Porträt, spätes 16. oder frühes 17. Jahrhundert. National Portrait Gallery (London)

Der wichtigste Artikel im Vertrag (Art. 6) regelte die Nachfolge Karls. Es wurde festgehalten, dass ab seinem Tod die Krone Frankreichs mit all seinen Rechten für immer an Heinrich und dessen Erben gehen sollte. Von diesem Moment an sollten die beiden Reiche nicht unter einer Krone, jedoch in einer Person vereint sein. Diese Person war Heinrich oder sein Erbe (Art. 24). Was dies für ein Erbe sei, wurde aber nicht genauer ausgeführt. Dies barg allerdings ein gewisses Konfliktpotential. In Frankreich waren Frauen gemäß dem salischen Recht aus der Thronfolge oder als Übermittler des Thronanspruches ausgeschlossen. Ein entsprechendes Gesetz gab es in England nicht, weshalb dort auch Frauen die Krone erben konnten. Die Frage stellte sich nun, was geschehen wäre, wenn Heinrichs Erbe auf die englische Krone eine Frau gewesen wäre. Führten nun diese Artikel des Vertrags von Troyes das salische Recht in England ein, oder setzten sie ebendiese in Frankreich außer Kraft? Diese Frage musste in der Realität nie ernsthaft erörtert werden, da Heinrich einen Sohn als Nachfolger hatte und die weiteren Ereignisse des Krieges den Vertrag praktisch auflösten.
Heinrich erhielt offiziell erst nach dem Tode Karls die Krone Frankreichs. Faktisch regierte er aber bereits ab dem Vertragsschluss anstelle des schwachen Königs. Im Vertrag wurde Heinrich offiziell zum Regent des Landes ernannt. In diesem Amt sollte er die Geschäfte Frankreichs führen, wenn Karl durch seine Krankheit daran gehindert sein sollte, was gemäß dem Vertrag meistens der Fall sein würde (Art. 7). Zu beachten ist, dass die Übernahme der französischen Krone durch Heinrich keine Eingliederung Frankreichs in das englische Reich darstellte. Im Vertrag wurde explizit hervorgehoben, dass die beiden Reiche nach der Machtübernahme Heinrichs rechtlich getrennt bestehen bleiben sollten. Beide behielten ihre Rechte, Sitten und Gebräuche (Art. 24). Für Frankreich wurde noch hervorgehoben, dass alle seine Institutionen in ihrer bisherigen Form erhalten bleiben müssen (Art. 8, 11, 17). Im gleichen Sinne musste Heinrich auch die Rechte, Privilegien und Pfründen der französischen Adligen und Kirchenvertreter anerkennen (9, 15, 16).

### Legitimation für Heinrichs Kronübernahme

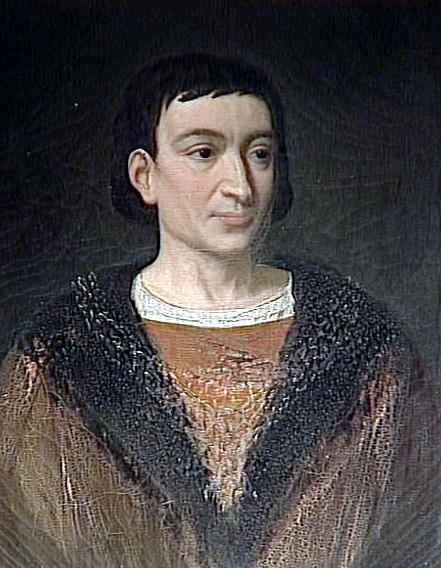
Karl VI. (der Verrückte) von Frankreich

Der Vertrag von Troyes sicherte Heinrich die Krone Frankreichs. Aus welchen Ansprüchen beziehungsweise Legitimationen heraus diese Machtübertragung zustande kam, wurde jedoch nicht aufgeführt. Der Vertrag bezeichnete Heinrich als Erbe Frankreichs (Präambel, Art. 22). Wie er aber zum Erben Frankreichs geworden war, wurde nicht erwähnt. Eine Möglichkeit könnte die Anerkennung des seit Eduard III. bestehenden Anspruches auf die französische Krone gewesen sein. Dem widerspricht aber, dass Heinrich im Vertrag selbst explizit auf seinen Titel als König von Frankreich verzichtet (Art. 21) und damit implizit die Unrechtmäßigkeit ebendieses Anspruches zugibt. Gleichzeitig mit dem Verzicht Heinrichs auf diesen Titel wurde Karl als König von Frankreich durch Gottes Gnade (Präambel) bezeichnet und somit sein Anspruch auf die Krone verstärkt. Als zweite Möglichkeit für Heinrichs Bezeichnung als Erbe könnte eine Adoption (im römischen Stil) durch Karl angesehen werden. Solch eine Adoption ist aber nicht nachgewiesen, was diese Variante sehr unwahrscheinlich macht. Eine häufig genannte, aber gänzlich abwegige Theorie sagt, dass Heinrich durch seine Heirat mit Katharina, der Tochter Karls, zum Erbe wurde. Frauen waren, wie oben bereits erwähnt, gemäß dem salischen Recht von der Thronfolge beziehungsweise als Übermittler des Thronanspruches ausgeschlossen. Die Hochzeit geschah also, wie auch in Artikel 1 erwähnt, nur [...] pour le bien de la dite Paix [...] (zum Wohle des besagten Friedens). Um dies zu unterstreichen, fand die Trauung auch erst mit einem zeitlichen Abstand von zwei Wochen nach dem Vertragsschluss statt.
Bis heute lässt sich nicht sagen, was nun genau den Ausschlag gegeben hatte, dass Heinrich als Erbe Frankreichs angesehen wurde und somit Anspruch auf die Krone erheben konnte. Möglicherweise gab es auch vor dem Vertrag gar keine Legitimation für Heinrichs Thronanspruch. In diesem Fall würde alleine der Vertrag die Legitimation für Heinrich darstellen.

### Einigung Frankreichs
Genau genommen handelte es sich beim Vertrag von Troyes um keinen richtigen Friedensvertrag, denn der Vertrag enthält die Aufforderung Krieg zu führen. Artikel 12 forderte Heinrich auf, alle Gebiete der rebellischen Armagnacs und des Dauphins zu erobern, um sie wieder in den Reichsverbund einzugliedern. In diesem Sinne galt auch die Anordnung, dass Heinrich, sobald er die französische Krone übernehmen würde, alle von ihm in Frankreich eroberten Gebiete, inklusive der Normandie, an Frankreich zurückgeben sollte (Art. 18). Von dieser Regelung profitierten beide Parteien. Zum einen ging Frankreich daraus als geeintes Reich hervor, zum anderen konnte Heinrich den Eindruck vermeiden, er halte Frankreich durch verschiedene Ansprüche. Er wollte über Frankreich als Ganzes herrschen, weil es ihm durch den Vertrag von Troyes oder der seit Eduard III. bestehenden Forderung rechtlich zustand.

### Umgang mit dem Dauphin
Die Taten des Dauphins waren bei der Entstehung des Vertrags ein wichtiger Faktor. Erst durch die Ermordung Johann Ohnefurchts in Montereau begann die Annäherung Burgunds an England, die schließlich den Vertragsschluss herbeiführte. Zudem war es ein Vertrag, der ihn aus der Thronfolge ausschloss. Interessanterweise wird aber die Enterbung des Dauphins im Vertrag mit keinem Wort angesprochen. Nur ein Artikel (Art. 29) handelt ausschließlich vom Umgang mit ihm. Dabei wurde aber nur vermerkt, dass es weder Karl, noch Heinrich oder Philipp erlaubt wäre, mit dem Dauphin ein Bündnis ohne der Zustimmung der anderen auszuhandeln. Ein weiterer bereits genannter Artikel (Art. 12) führt Bestimmungen zum Umgang mit den vom Dauphin und den Armagnacs gehaltenen Ländereien aus, die Heinrich einnehmen und an Frankreich zurückgeben sollte. Die offizielle Enterbung des Dauphins fand außerhalb des Vertrages statt.

## Nachwirkungen

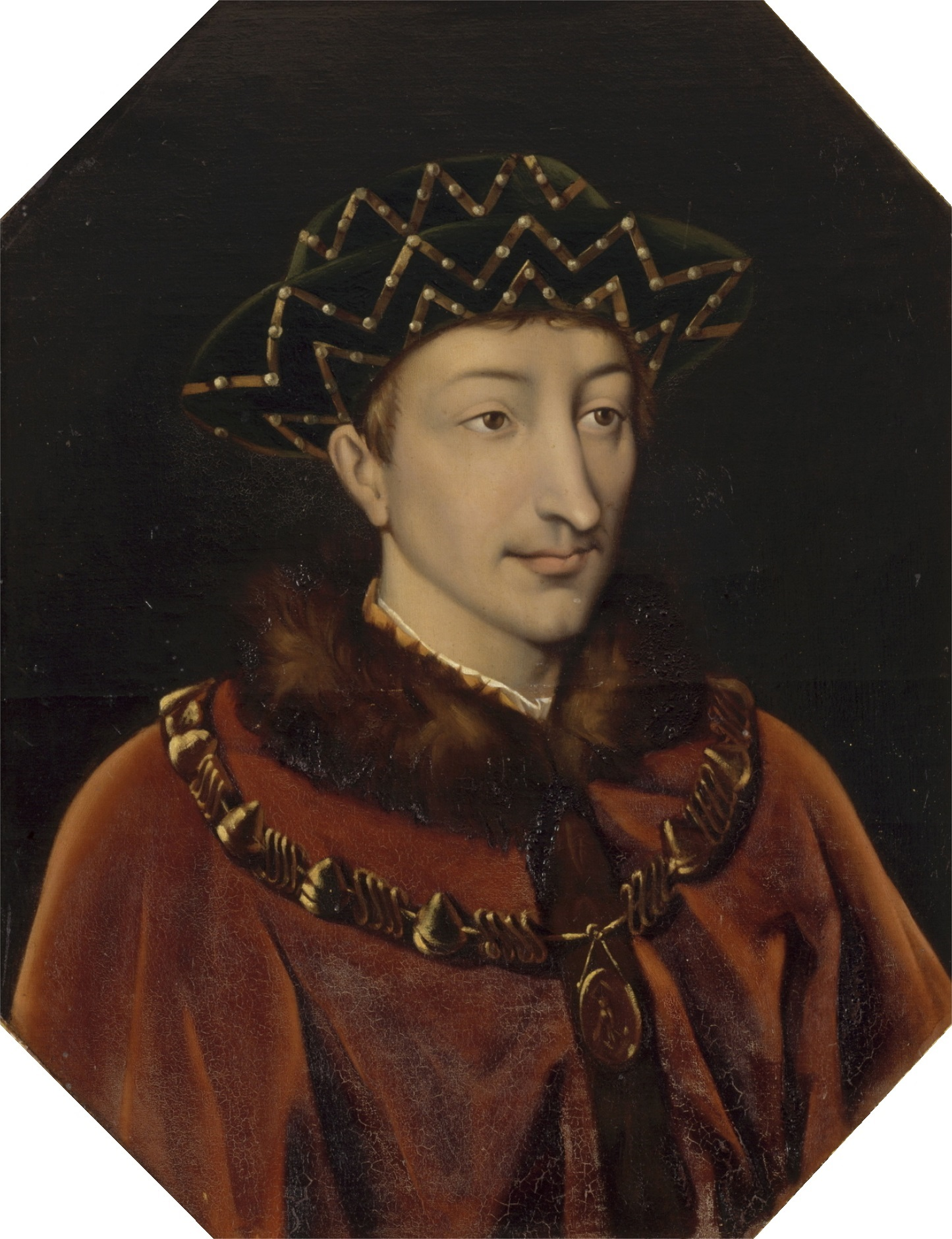
Karl VII. (der Siegreiche) beendete den Hundertjährigen Krieg

Der Vertrag von Troyes kann als ein großer, wenn nicht sogar als größter Triumph Englands im Hundertjährigen Krieg angesehen werden. Heinrich hatte seinen Anspruch auf die Krone durchgesetzt. Allerdings konnte er selbst diese Krone nie übernehmen, denn er starb bereits zwei Jahre später, am 31. August 1422, unerwartet an der Ruhr. Sein einziger Sohn, Heinrich VI., war zu diesem Zeitpunkt noch nicht ein Jahr alt. Die Macht lag deshalb in den Händen von einigen Regenten, die aber eine deutlich schwächere Position einnahmen als der vorherige König. Keine zwei Monate nach Heinrich V. starb auch der französische König am 21. Oktober 1422. Das aus dem Tod der beiden Könige resultierende Machtvakuum konnte der Dauphin zu seinen Gunsten ausnutzen. Anfangs militärisch noch unterlegen, führte er mit Hilfe von Jeanne d’Arc die Wende herbei. 1429 befreite Jeanne d’Arc das belagerte Orléans, worauf der Dauphin im Anschluss daran in der Kathedrale von Reims, dem traditionellen Krönungsort der französischen Könige, von seinen Anhängern als Karl VII. zum rechtmäßigen König von Frankreich gekrönt wurde. Die Engländer reagierten kurz danach mit der Krönung Heinrichs VI. zum englischen und 1431 zum französischen König. Allerdings fand seine Krönung nur in Paris statt, da Reims von den Aufständischen gehalten wurde. So hing seiner Thronübernahme der Nimbus der Unrechtmäßigkeit an.
1435 konnten Philipp von Burgund und Karl VII. im Vertrag von Arras schließlich ihren Konflikt beilegen und zu einer Einigung bezüglich der Zukunft Frankreichs kommen. Damit verbunden kündigte Philipp die Allianz mit den Engländern auf. Im Anschluss daran ging Frankreich in die Offensive. Der schwache und leicht beeinflussbare englische König, der zudem mit Unruhen im eigenen Land zu tun hatte, konnte Frankreich fast nichts entgegensetzen. Ein letzter Versuch zur Erhaltung des Brückenkopfs bei Calais endete mit der Niederlage des englischen Heeres und dem Tod des Heerführers im Jahre 1453.
Trotz dieser Niederlage führten die englischen Könige in offiziellen Dokumenten weiterhin den Titel König von Frankreich. Erst als Frankreich offiziell keinen König mehr hatte, gaben sie im Zusammenhang mit der Aushandlung des Frieden von Amiens im Jahre 1802 den Titel endgültig auf.

## Vertragseditionen
- Eugène Cosneau: Les grands traités de la Guerre de Cent Ans. Paris 1889. S. 100–115  (Digitalisierungsprojekt Gallica)
- Thomas Rymer: Foedera, conventiones, literae, et cujuscunque generis acta publica, inter reges Angliae, et alios quosvis imperatores, reges, pontifices, principes, vel communitates, ab Ineunte Saeculo Duodecimo, viz. ab anno 1101, ad nostra usque tempora, habita aut tractata(…) Bd. 9, 2. Auflage. London 1726, S. 895–904 (latein/französisch), S. 916–920 (englisch).
- Modern Englische Übersetzung in: Anne Curry: Two Kingdoms, One King: The Treaty of Troyes (1420) and the Creation of a Double Monarchy of England and France. In: Glenn Richardson (Hrsg.): The Contending Kingdoms. France and England 1420–1700. Aldershot 2008, ISBN 978-0-7546-5789-7, S. 35–41.